# Puchar 2
Puchar 2 (Crater 2 dwarf) – galaktyka karłowata będąca galaktyką satelitarną należącą do Drogi Mlecznej. Odkryta w 2016 galaktyka była dużą niespodzianką dla naukowców.
Galaktyka położona jest w odległości około 380 tysięcy lat świetlnych od Ziemi w gwiazdozbiorze Pucharu i jest czwartą co do wielkości galaktyką satelitarną orbitującą Drogę Mleczną. Puchar 2 nie jest widoczna gołym okiem jako galaktyka (pomimo że widzialne są niektóre z jej gwiazd), ale gdyby była widziana z Ziemi byłaby dwa razy większa od Księżyca w pełni, jej promień półświatła wynosi siedem tysięcy lat świetlnych.
Pomimo niskiej jasności samej galaktyki, jej gwiazdy emitują znacznie więcej światła niż wiele z galaktyk karłowatych odkrytych wokół naszej Galaktyki. Szacuje się, że łączna emisja światła ze wszystkich gwiazd Pucharu 2 wynosi 160 tysięcy jasności Słońca. Puchar 2 jest prawdopodobnie przyciągany przez Drogę Mleczną i w przyszłości dojdzie do jej zniszczenia. Obecny, okrągły kształt Pucharu 2 wskazuje na to, że w przeszłości nie napotkała ona innej galaktyki ponieważ nie została jeszcze zniekształcona.
Galaktyka została odkryta dopiero współcześnie właśnie z powodu jej niskiej jasności. Jej odkrycia dokonano dzięki komputerowej analizie przeglądu nieba, który odkrył zagęszczenie gwiazd w regionie, w którym znajduje się Puchar 2.